# Отмарштейн Юрій Оттович
Ю́рій О́ттович Отмарште́йн (Отмарштайн, (10 квітня 1890, Тирасполь, нині Молдова — 2 травня 1922, Щипйорно) — український військовий діяч часів УНР, полковник Армії УНР, начальник штабу Осадного корпусу СС, начальник генерального штабу Повстанської армії УНР Другого зимового походу, шеф штабу Начальної команди УВО.

## Життєпис

В часі служби в Січових Стрільцях

Юрій Отмарштейн у таборі в Польщі

Відвідини Євгеном Коновальцем штабу 11-ї дивізії Січових Стрільців (командир Роман Сушко), Шепетівка, серпень-вересень 1919 р. Зліва направо сидять: 2-й Михайло Матчак, далі Марко Безручко, Євген Коновалець, Роман Сушко, Юрій Отмарштейн

Народився у Тирасполі Херсонської губернії (нині у складі невизнаної Придністровської республіки, офіційно — у складі Молдови). Батько був шведом, а мати грекинею.
У 1916 році закінчив Миколаївську військову академію Генштабу в Петербурзі. У роки Першої світової війни (1914—1918) служив у російській армії.
Військовий аташе Української Народної Республіки в Румунії.
У період Гетьманату командував Сердюцьким кінним Лубенським полком. 20 листопада 1918 під час антигетьманського повстання перейшов на сторону Директорії УНР. У грудні 1918 очолював штаб Осадного Корпусу Січових Стрільців під час боїв за Київ.
На початку 1919 — начальник штабу Корпусу Січових Стрільців, з липня 1919 — начальник штабу Другої дивізії Січових Стрільців.
У листопаді 1921 — начальник штабу Повстанської армії УНР у Другому зимовому поході.
Військові звання — полковник російської армії, полковник Генерального штабу Армії УНР.
Член Української військової організації (з 1920). Координував діяльність УВО на території УСРР.

## Загибель
Помер 2 травня 1922 за нез'ясованих обставин під час відвідання польського табору для українських військовополонених у Щипйорні (Польща). На думку деяких дослідників, загинув від кулі агента Дефензиви. Інші припускають, що Отмарштейна могли вбити агенти ЧК, що діяли в оточені Симона Петлюри. Детальніше про це розповідається у книзі Романа Сушка «Хто вбив полковника Отмарштайна».
У журналі «Літопис Червоної Калини» (Ч. 10 від жовтня 1937) є світлина могили Юрка Оттмарштайна на цвинтарі Каліша.

## Вшанування пам'яті
У листопаді 2018 року в Боярці на будівлі залізничного вокзалу відкрили меморіальну дошку на честь полковника Армії УНР Юрія Отмарштейна (1890—1922).